# 秋田憲司
秋田 憲司（あきた けんじ、1959年10月11日 - 2020年7月31日）は、兵庫県出身の経営者、無添加住宅の開発者。

## 人物
1959年兵庫県西宮市生まれ。摂南大学工学部建築学科卒業後、ハウスメーカー、不動産会社の営業織を経て、実家の工務店を引き継ぐ。
学生のころから探求してきた自然科学の知識を生かして、2000年にシックハウス症候群などの原因となる有害な化学物質を使わない無添加住宅を開発。翌2001年に株式会社無添加住宅設立。「自然と共存する家」を基本に、誰もが健康に暮らせる住まいづくりを実践している。自然科学の視点からみた健康な住まいづくりについて、全国各地で講演活動も展開。

## 生い立ち
1959年、兵庫県西宮市に生まれた秋田は、生後1年ほど体が麻痺した状態で育ち、小学校低学年の頃にはストレスで吃音症になったことがある。

## 学生時代
大学時代に長期の休みを利用して蘭の原種を探しに世界中を放浪、中米のグアテマラでインディオのおじさんの家に泊めてもらい自給自足の合理的な暮らしを経験。最初の海外はスリランカ。旅行会社の人に「今までで最年少の一人旅です！」と驚かれる。

## 経営者
株式会社無添加住宅を中心として、自ら開発した無添加住宅を全国の工務店と提携して展開。2004年2月18日放送の『ニュースステーション』で無添加住宅のことが放映されたことをきっかけに、それまで工務店経営と無添加住宅のオリジナル建材の販売の両方を展開していたが、建材販売のみに移行。

## メディア

### テレビ
- 『ちちんぷいぷい』（毎日放送、2001年7月6日、8月31日、9月21日）
- 『みかさつかさ』（毎日放送、2001年9月15日、12月8日、12月10日）
- 『痛快!エブリデイ』（関西テレビ、2002年3月29日）
- 『2時ドキッ!』（関西テレビ、2002年5月6日、12月9日、2003年8月25日、12月8日、2004年3月4日）
- 『ワールドビジネスサテライト』（テレビ東京、2002年9月27日）
- 『きらっと』（朝日放送、2002年11月12日、2003年5月13日）
- 『ニュースステーション』（テレビ朝日、2004年2月18日）
- 『ザ!情報ツウ』（日本テレビ、2004年3月12日）
- 『夢の扉 〜NEXT DOOR〜』（TBS、2006年7月2日）
- 『日経スペシャル ガイアの夜明け』家があなたを壊すとき～シックハウス・化学物質過敏症と闘う～（テレビ東京、2007年2月6日）[4]。- 健康な生活を送れる住宅を取材。
- 『住人十色』（毎日放送、2009年7月25日）
- 『えぇトコ』（NHK、2012年10月12日）
- 『グローバルナビフロント』（BS-TBS、2013年9月7日）

## 書籍

### 著書
- 「無添加住宅！ 化学物質を使わない、世界でいちばん自然に近い家」（2005年1月30日、サンマーク出版社）ISBN 9784763195876
- 「未来の家作りは、江戸時代に学ぶ。 「無添加住宅」の科学」（2009年5月15日、文芸社）ISBN 9784286068077
- 「完全無添加住宅の作り方 体からアレルギーが消えていく」（2010年8月10日、東京書店）ISBN 9784885740596

### 雑誌
- ひと劇場『日経ビジネス』2009年1月、日経BP